# Tepti-Ahar
Tepti-ahar est un roi élamite du XVe siècle av. J.-C.
Il est connu par les fouilles de ce qui pourrait avoir été sa capitale, Kabnak (Haft-Tappeh), située près de Suse (à moins qu'il n'ait régné dans cette dernière). Il semble que son autorité n'ait pas été très étendue, et qu'il n'ait pas régné sur tout l'Élam, alors fragmenté politiquement. Il dispose cependant de suffisamment de moyens pour bâtir d'importants monuments dans sa capitale, notamment un complexe funéraire destiné à la famille royale. Les textes retrouvés pour son règne consistent surtout en des archives administratives.
La chute de Tepti-ahar est causée par une guerre avec le roi de Babylone, Kurigalzu Ier, qui prend Kabnak et toute la Susiane, plaçant Ige-halki sur le trône élamite, instaurant ainsi une nouvelle dynastie dans ce pays.